# Paraplatycosta
Paraplatycosta is een geslacht van uitgestorven kreeftachtigen uit de klasse van de Ostracoda (mosselkreeftjes).

## Soorten
- Paraplatycosta dinglei Carbonnel, 1989 †
- Paraplatycosta reticulata Dingle, 1971 †